# Wichita (lớp tàu tuần dương)
Lớp tàu tuần dương Wichita là một lớp tàu tuần dương hạng nặng của Hải quân Hoa Kỳ. Chiếc duy nhất trong lớp là tàu tuần dương USS Wichita (CA-45).

## Lịch sử
Lớp tàu tuần dương Wichita thoạt tiên được hình thành như một chiếc khác thuộc lớp tàu tuần dương hạng nhẹ Brooklyn. Tuy nhiên, thiết kế được thay đổi và lớp Wichita trở thành một cầu nối giữa các thiết kế tàu tuần dương hạng nặng trước chiến tranh với giai đoạn Chiến tranh Thế giới thứ hai.
Có nhiều điểm khác biệt giữa các lớp tàu tuần dương hạng nặng trước chiến tranh và Wichita. Lườn tàu dài hơn, và thiết kế của lườn báo trước cho lớp Baltimore sẽ tiếp nối trong những năm chiến tranh. Các ngăn nhỏ hơn và sự gia tăng việc bảo vệ được bổ sung với ý định tăng cường độ ổn định và khả năng sống sót của con tàu. Vũ khí được cải tiến, dàn pháo chính 203 mm (8 inch) của Wichita tích hợp khả năng nạp đạn và bắn riêng biệt mỗi nòng pháo trên từng tháp pháo. Ngoài ra, Wichita còn có các thiết bị hỗ trợ máy bay bố trí phía đuôi tàu, sau này được trang bị cho mọi lớp tàu tiếp theo.
Lớp Baltimore tiếp theo được bắt đầu như một phiên bản cải tiến của lớp Wichita cho đến khi được mang một ký hiệu lớp riêng biệt.